# Cameron Park (Kalifornia)
Cameron Park statisztikai település az USA Kalifornia államában, El Dorado megyében. Lakosainak száma 18 881 fő (2020. április 1.).

## Népesség
A település népességének változása:

| 2010 | 18 228 |
| 2020 | 18 881 |